# Amarsipus carlsbergi
Amarsipus carlsbergi ist die einzige Art der Familie der Amarsipidae aus der Ordnung der Scombriformes. Der Gattungsname Amarsipus deutet auf das Fehlen der Rachensäcke hin (Gr.: ἀμάρσιπος „a“ = ohne; „marsipos“ = Sack). Das Art-Epitheton wurde zu Ehren der Carlsberg-Stiftung vergeben, in deren Journal Dana Reports die Beschreibung erschienen ist.

## Merkmale
Der charakteristische Unterschied zu den anderen „Stromateoiden“ liegt im Fehlen der Rachensäcke. Unklar ist, ob dieser Mangel primitiv oder abgeleitet ist. Wie bei manch anderem „Stromateoiden“ sind völlig ausgewachsene Tiere noch unbekannt, d. h. man weiß nicht, wie groß sie werden. Dass die 1969 von Richard Haedrich beschriebenen Jungfische zu den „Stromateoiden“ gehören, erkannte er aus ihrem Haut(-Schleim)kanal-System, dessen Poren über den ganzen Körper verstreut sind. Die Kieferzähne stehen in je einer Reihe, sind klein und einwärts gekrümmt. Auf dem Vomer stehen nur 3 oder 4 Zähne, die des Palatinum sind winzig. Die Kiemenreusendornen (19–22 auf dem ersten Bogen) sind recht lang, kräftig und abgeflacht. Es sind je sechs Branchiostegalradien vorhanden.
- Flossenformel: D1 IX–XII, D2 22–27, A (I?)/27–32, C 17(–18).

Die Schwanzflosse ist steif und tief gegabelt. Die Brustflossen sind rundlich und weit ventral eingelenkt, die Bauchflossen klein, kehlständig bei Jungfischen, später brustständig. Die Seitenlinie ist nur im Schwanzabschnitt entwickelt. Die kleinen Rundschuppen fallen recht leicht aus. Am Kopf ist nur der Kiemendeckel beschuppt. Es sind 46–48 Wirbel vorhanden.
Die Gestalt ist langgestreckt (ähnlich wie bei den Tetragonuridae, mit niedriger erster Rückenflosse). Die braunen, noch etwas durchscheinenden Jungfische sind recht häufig im Epipelagial des tropischen Indischen und Pazifischen Ozeans. Das bisher größte Exemplar (212 mm lang) wurde 1988 nachts in maximal 130 m Tiefe gefangen. Über die Biologie der Fische ist nichts bekannt.